# Changsha (köpinghuvudort i Kina, Jiangsu Sheng, lat 32,41, long 121,29)
Changsha är en köpinghuvudort i Kina. Den ligger i provinsen Jiangsu, i den östra delen av landet, omkring 240 kilometer öster om provinshuvudstaden Nanjing. Antalet invånare är 35 461. Befolkningen består av 18 137 kvinnor och 17 324 män. Barn under 15 år utgör 7,0 %, vuxna 15-64 år 73 %, och äldre över 65 år 19,0 %.
Närmaste större samhälle är Dayu, 10,9 km söder om Changsha. Trakten runt Changsha består till största delen av jordbruksmark.
Genomsnittlig årsnederbörd är 1 257 millimeter. Den regnigaste månaden är juli, med i genomsnitt 219 mm nederbörd, och den torraste är januari, med 35 mm nederbörd.